# سپیده (فیلم)
«سپیده: دست یافتن به ستارگان» (عنوان انگلیسی: Sepideh – Reaching for the Stars) یک فیلم مستند دانمارکی و پارسی زبان ساخته بریت مادسن است.

## داستان
داستان دختری به همین نام(سپیده) در ایران است که در یک روستا زندگی می‌کند ولی در رویای فضانورد شدن است. او با دیدن انوشه انصاری در تلویزیون در عملی کردن رویای خود جدی‌تر می‌شود و با این بانوی ایرانی که نخستین گردشگر فضایی زن در دنیاست از راه ایمیل تماس می‌گیرد. سپیده در عین حال با مشکلات مالی دست و پنجه نرم می‌کند و از سوی خانواده مورد شماتت قرار می‌گیرد که پول خود را به هدر می‌دهد.
فیلم در ایران، امارات متحده عربی و دانمارک ضبط شده است و برای نخستین بار در جشنواره جهانی فیلم‌های مستند آمستردام (ایدفا) به نمایش درآمد.

## جوایز
مستند «سپیده» در چهاردهمین جشنواره فیلم‌های بلفاست برنده جایزه Maysles Brothers شد.

## واکنش‌ها در تهران
این مستند گرچه کوشیده خود را از مسایل سیاسی- اجتماعی موجود در ایران کنار نگه دارد ولی با این همه از انتقاد رسانه‌ها در تهران بی‌نصیب نمانده است. خبرگزاری فارس این فیلم را "روایتی غیرواقعی از مشکلات زنان در جامعه اسلامی ایران برای تحصیل و رسیدن به موفقیت‌های علمی" خوانده است. فیلم با این حال در جشنواره فیلم فجر در تهران با حضور کارگردان به نمایش درآمد و واکنش مثبت شماری دیگر از رسانه‌های ایرانی را هم به دنبال داشته است.